# Pseudoclimaciella tropica
Pseudoclimaciella tropica is een insect uit de familie van de Mantispidae, die tot de orde netvleugeligen (Neuroptera) behoort. 
Pseudoclimaciella tropica is voor het eerst wetenschappelijk beschreven door Westwood in 1852.